# 2008-as IIHF jégkorong-világbajnokság
A 2008-as IIHF jégkorong-világbajnokságot Kanadában rendezték május 2. és 18. között. A mérkőzéseket két jégcsarnokban rendezték meg, Québecben és Halifaxban. A címvédő a kanadai válogatott volt. A tornát az orosz csapat nyerte, függetlenné válás óta másodszor, a szovjet győzelmekkel együtt 24. alkalommal.

## Helyszínek
| Québec                         | Halifax                               |
| Colisée Pepsi Férőhely: 13 400 | Halifax Metro Centre Férőhely: 10 595 |
|                                |                                       |

## Résztvevők
A világbajnokságon az alábbi 16 válogatott vett részt. 14 európai, és 2 észak-amerikai csapat.
| Európa - Csehország* - Dánia* - Fehéroroszország* - Finnország* - Franciaország^ - Lettország* - Németország* - Olaszország* - Norvégia* | - Oroszország† - Szlovénia^ - Szlovákia* - Svédország* - Svájc* Észak-Amerika - Kanada* - Egyesült Államok* |  |

* = A 2007-es IIHF jégkorong-világbajnokság első 14 helyének valamelyikén végzett.
^ = A 2007-es IIHF divízió I-es jégkorong-világbajnokság feljutói
† = Rendező

## Csoportkör
A 16 csapatot négy darab, egyenként négy csapatból álló csoportba osztották. A csoportokból az első három helyezett jutott tovább a középdöntőbe.
| Jelmagyarázat                 |
| ----------------------------- |
| Bejutott a középdöntőbe.      |
| A 13–16. helyért játszhatott. |

### A csoport
| Csapat           | M | Gy | HGy | HV | V | G+ | G- | Gk  | P |
| ---------------- | - | -- | --- | -- | - | -- | -- | --- | - |
| Svájc            | 3 | 3  | 0   | 0  | 0 | 10 | 4  | +6  | 9 |
| Svédország       | 3 | 2  | 0   | 0  | 1 | 17 | 9  | +8  | 6 |
| Fehéroroszország | 3 | 1  | 0   | 0  | 2 | 9  | 9  | 0   | 3 |
| Franciaország    | 3 | 0  | 0   | 0  | 3 | 2  | 16 | −14 | 0 |

| 2008. május 3. 13:00 | Fehéroroszország | 5–6 (1–2, 3–2, 1–2) | Svédország | Colisée Pepsi, Québec Nézőszám: 9204 |

| Jegyzőkönyv | Jegyzőkönyv | Jegyzőkönyv | Jegyzőkönyv | Jegyzőkönyv                           |
| --- | ----------- | --- | ----------- | ------------------------------------- |
| |             | |             | Játékvezetők: Sami Partanen Jyri Rönn |
| \| V. Kostyuchenok 18:32 / S. Zadelenov 22:58 / A. Ugarov 23:45 / A. Zhurik (PP1) 35:57 / D. Meleshko 41:18 \| Gólok \| 03:59 M. Johansson / 12:18 N. Bäckström / 26:23 (PP2) P. Hörnqvist / 37:51 R. Nilsson / 43:41 P. Hörnqvist / 50:32 R. Wallin \| |             | |             |                                       |
| |             | |             |                                       |
| |             | |             |                                       |
| V. Kostyuchenok 18:32 / S. Zadelenov 22:58 / A. Ugarov 23:45 / A. Zhurik (PP1) 35:57 / D. Meleshko 41:18 | Gólok       | 03:59 M. Johansson / 12:18 N. Bäckström / 26:23 (PP2) P. Hörnqvist / 37:51 R. Nilsson / 43:41 P. Hörnqvist / 50:32 R. Wallin |             |                                       |

| 2008. május 3. 19:00 | Svájc | 4–1 (2–0, 1–1, 1–0) | Franciaország | Colisée Pepsi, Québec Nézőszám: 9367 |

| Jegyzőkönyv | Jegyzőkönyv | Jegyzőkönyv               | Jegyzőkönyv | Jegyzőkönyv                             |
| --- | ----------- | ------------------------- | ----------- | --------------------------------------- |
| |             |                           |             | Játékvezetők: Guy Pellerin Chris Savage |
| \| R. Wick (PP1) 08:18 / J. Sprunger (PP1) 16:54 / P. Bärtschi 23:01 / R. Sannitz 40:31 \| Gólok \| 39:59 (PP1) J. Desrosiers \| |             |                           |             |                                         |
| |             |                           |             |                                         |
| |             |                           |             |                                         |
| R. Wick (PP1) 08:18 / J. Sprunger (PP1) 16:54 / P. Bärtschi 23:01 / R. Sannitz 40:31                                             | Gólok       | 39:59 (PP1) J. Desrosiers |             |                                         |

| 2008. május 5. 13:00 | Svájc | 2–1 (1–0, 1–1, 0–0) | Fehéroroszország | Colisée Pepsi, Québec Nézőszám: 8016 |

| Jegyzőkönyv                                                                          | Jegyzőkönyv | Jegyzőkönyv      | Jegyzőkönyv | Jegyzőkönyv                            |
| ------------------------------------------------------------------------------------ | ----------- | ---------------- | ----------- | -------------------------------------- |
|                                                                                      |             |                  |             | Játékvezetők: Rick Looker Peter Ország |
| \| J. Sprunger (PP1) 13:01 / J. Sprunger (PP1) 34:36 \| Gólok \| 27:34 K. Koltsov \| |             |                  |             |                                        |
|                                                                                      |             |                  |             |                                        |
|                                                                                      |             |                  |             |                                        |
| J. Sprunger (PP1) 13:01 / J. Sprunger (PP1) 34:36                                    | Gólok       | 27:34 K. Koltsov |             |                                        |

| 2008. május 5. 19:00 | Svédország | 9–0 (0–0, 4–0, 5–0) | Franciaország | Colisée Pepsi, Québec Nézőszám: 8845 |

| Jegyzőkönyv | Jegyzőkönyv | Jegyzőkönyv | Jegyzőkönyv | Jegyzőkönyv                                   |
| --- | ----------- | ----------- | ----------- | --------------------------------------------- |
| |             |             |             | Játékvezetők: Daniel Piechaczek Thomas Sterns |
| \| T. Mårtensson 28:46 / P. Hörnqvist (PP1) 34:21 / M. Weinhandl 36:16 / N. Wallin 39:42 / N. Bäckström 44:31 / A. Edler (PP1) 47:36 / R. Nilsson 49:22 / K. Jönsson (PP2) 51:46 / N. Bäckström 59:35 \| Gólok \| \| |             |             |             |                                               |
| |             |             |             |                                               |
| |             |             |             |                                               |
| T. Mårtensson 28:46 / P. Hörnqvist (PP1) 34:21 / M. Weinhandl 36:16 / N. Wallin 39:42 / N. Bäckström 44:31 / A. Edler (PP1) 47:36 / R. Nilsson 49:22 / K. Jönsson (PP2) 51:46 / N. Bäckström 59:35                   | Gólok       |             |             |                                               |

| 2008. május 7. 13:00 | Svédország | 2–4 (1–2, 0–0, 1–2) | Svájc | Colisée Pepsi, Québec Nézőszám: 7939 |

| Jegyzőkönyv | Jegyzőkönyv | Jegyzőkönyv                                                                     | Jegyzőkönyv | Jegyzőkönyv                          |
| --- | ----------- | ------------------------------------------------------------------------------- | ----------- | ------------------------------------ |
| |             |                                                                                 |             | Játékvezetők: Guy Pellerin Jyri Rönn |
| \| F. Warg 10:47 / P. Hörnqvist (SH1) 59:01 \| Gólok \| 00:48 T. Paterlini / 16:35 A. Ambühl / 45:23 T. Monnet / 59:53 (ENG) B. Forster \| |             |                                                                                 |             |                                      |
| |             |                                                                                 |             |                                      |
| |             |                                                                                 |             |                                      |
| F. Warg 10:47 / P. Hörnqvist (SH1) 59:01                                                                                                   | Gólok       | 00:48 T. Paterlini / 16:35 A. Ambühl / 45:23 T. Monnet / 59:53 (ENG) B. Forster |             |                                      |

| 2008. május 7. 19:00 | Franciaország | 1–3 (1–1, 0–1, 0–1) | Fehéroroszország | Colisée Pepsi, Québec Nézőszám: 8880 |

| Jegyzőkönyv                                                                                        | Jegyzőkönyv | Jegyzőkönyv                                               | Jegyzőkönyv | Jegyzőkönyv                              |
| -------------------------------------------------------------------------------------------------- | ----------- | --------------------------------------------------------- | ----------- | ---------------------------------------- |
| |             |                                                           |             | Játékvezetők: Sami Partanen Chris Savage |
| \| O. Coqueux (SH1) 19:53 \| Gólok \| 12:57 A. Kalyuzhny / 27:48 A. Ugarov / 59:15 A. Kostitsyn \| |             |                                                           |             |                                          |
| |             |                                                           |             |                                          |
| |             |                                                           |             |                                          |
| O. Coqueux (SH1) 19:53                                                                             | Gólok       | 12:57 A. Kalyuzhny / 27:48 A. Ugarov / 59:15 A. Kostitsyn |             |                                          |

### B csoport
| Csapat           | M | Gy | HGy | HV | V | G+ | G- | Gk  | P |
| ---------------- | - | -- | --- | -- | - | -- | -- | --- | - |
| Kanada           | 3 | 3  | 0   | 0  | 0 | 17 | 5  | +2  | 9 |
| Egyesült Államok | 3 | 2  | 0   | 0  | 1 | 13 | 6  | +7  | 6 |
| Lettország       | 3 | 1  | 0   | 0  | 2 | 3  | 11 | −8  | 3 |
| Szlovénia        | 3 | 0  | 0   | 0  | 3 | 2  | 13 | −11 | 0 |

| 2008. május 2. 16:30 | Kanada | 5–1 (1–0, 3–1, 1–0) | Szlovénia | Metro Centre, Halifax Nézőszám: 7921 |

| Jegyzőkönyv | Jegyzőkönyv | Jegyzőkönyv            | Jegyzőkönyv | Jegyzőkönyv                                         |
| --- | ----------- | ---------------------- | ----------- | --------------------------------------------------- |
| |             |                        |             | Játékvezetők: Vyacheslav Bulanov Alexander Poliakov |
| \| D. Hamhuis 03:45 / D. Heatley 20:41 / M. St. Louis (PP1) 30:18 / D. Heatley (PP1) 35:07 / D. Heatley 50:25 \| Gólok \| 32:19 (PP2) A. Kopitar \| |             |                        |             |                                                     |
| |             |                        |             |                                                     |
| |             |                        |             |                                                     |
| D. Hamhuis 03:45 / D. Heatley 20:41 / M. St. Louis (PP1) 30:18 / D. Heatley (PP1) 35:07 / D. Heatley 50:25                                          | Gólok       | 32:19 (PP2) A. Kopitar |             |                                                     |

| 2008. május 2. 20:15 | Egyesült Államok | 4–0 (1–0, 1–0, 2–0) | Lettország | Metro Centre, Halifax Nézőszám: 7360 |

| Jegyzőkönyv | Jegyzőkönyv | Jegyzőkönyv | Jegyzőkönyv | Jegyzőkönyv                              |
| --- | ----------- | ----------- | ----------- | ---------------------------------------- |
| |             |             |             | Játékvezetők: Milan Minář Richard Schütz |
| \| D. Brown (PP1) 07:21 / P. Kane (PP1) 28:44 / Z. Parise (PP1) 47:09 / P. O'Sullivan (PP1) 51:05 \| Gólok \| \| |             |             |             |                                          |
| |             |             |             |                                          |
| |             |             |             |                                          |
| D. Brown (PP1) 07:21 / P. Kane (PP1) 28:44 / Z. Parise (PP1) 47:09 / P. O'Sullivan (PP1) 51:05                   | Gólok       |             |             |                                          |

| 2008. május 4. 16:30 | Lettország | 0–7 (0–3, 0–4, 0–0) | Kanada | Metro Centre, Halifax Nézőszám: 7831 |

| Jegyzőkönyv | Jegyzőkönyv | Jegyzőkönyv | Jegyzőkönyv | Jegyzőkönyv                                  |
| --- | ----------- | --- | ----------- | -------------------------------------------- |
| |             | |             | Játékvezetők: Danny Kurmann Christer Larking |
| \| \| Gólok \| 02:35 P. Sharp / 03:45 M. Green / 12:15 D. Heatley / 21:03 (PP1) R. Nash / 22:00 M. St. Louis / 22:42 C. Kunitz / 32:20 R. Nash \| |             | |             |                                              |
| |             | |             |                                              |
| |             | |             |                                              |
| | Gólok       | 02:35 P. Sharp / 03:45 M. Green / 12:15 D. Heatley / 21:03 (PP1) R. Nash / 22:00 M. St. Louis / 22:42 C. Kunitz / 32:20 R. Nash |             |                                              |

| 2008. május 4. 20:15 | Egyesült Államok | 5–1 (1–0, 2–1, 2–0) | Szlovénia | Metro Centre, Halifax Nézőszám: 7056 |

| Jegyzőkönyv | Jegyzőkönyv | Jegyzőkönyv      | Jegyzőkönyv | Jegyzőkönyv                                  |
| --- | ----------- | ---------------- | ----------- | -------------------------------------------- |
| |             |                  |             | Játékvezetők: Brent Reiber Marcus Vinnerborg |
| \| P. Kane (PP1) 11:12 / P. Kessel (PP1) 26:48 / P. Kessel (PP1) 32:41 / D. Booth 45:05 / P. Kessel 49:24 \| Gólok \| 36:36 A. Kopitar \| |             |                  |             |                                              |
| |             |                  |             |                                              |
| |             |                  |             |                                              |
| P. Kane (PP1) 11:12 / P. Kessel (PP1) 26:48 / P. Kessel (PP1) 32:41 / D. Booth 45:05 / P. Kessel 49:24                                    | Gólok       | 36:36 A. Kopitar |             |                                              |

| 2008. május 6. 16:30 | Kanada | 5–4 (2–0, 1–2, 2–2) | Egyesült Államok | Metro Centre, Halifax Nézőszám: 9192 |

| Jegyzőkönyv | Jegyzőkönyv | Jegyzőkönyv                                                                              | Jegyzőkönyv | Jegyzőkönyv                                       |
| --- | ----------- | ---------------------------------------------------------------------------------------- | ----------- | ------------------------------------------------- |
| |             |                                                                                          |             | Játékvezetők: Vyacheslav Bulanov Christer Larking |
| \| B. Burns 08:26 / D. Heatley 19:49 / J. Toews 20:18 / D. Roy 43:29 / D. Heatley 59:13 \| Gólok \| 20:52 Z. Parise / 23:09 P. O'Sullivan / 45:18 (PP1) D. Brown / 46:54 (PP1) J. Pominville \| |             |                                                                                          |             |                                                   |
| |             |                                                                                          |             |                                                   |
| |             |                                                                                          |             |                                                   |
| B. Burns 08:26 / D. Heatley 19:49 / J. Toews 20:18 / D. Roy 43:29 / D. Heatley 59:13 | Gólok       | 20:52 Z. Parise / 23:09 P. O'Sullivan / 45:18 (PP1) D. Brown / 46:54 (PP1) J. Pominville |             |                                                   |

| 2008. május 6. 20:15 | Szlovénia | 0–3 (0–0, 0–2, 0–1) | Lettország | Metro Centre, Halifax Nézőszám: 7806 |

| Jegyzőkönyv                                                                                  | Jegyzőkönyv | Jegyzőkönyv                                                                | Jegyzőkönyv | Jegyzőkönyv                                     |
| -------------------------------------------------------------------------------------------- | ----------- | -------------------------------------------------------------------------- | ----------- | ----------------------------------------------- |
|                                                                                              |             |                                                                            |             | Játékvezetők: Alexander Poliakov Richard Schütz |
| \| \| Gólok \| 30:15 (PS) A. Ņiživijs / 31:24 (PP1) A. Širokovs / 59:32 (ENG) A. Širokovs \| |             |                                                                            |             |                                                 |
|                                                                                              |             |                                                                            |             |                                                 |
|                                                                                              |             |                                                                            |             |                                                 |
|                                                                                              | Gólok       | 30:15 (PS) A. Ņiživijs / 31:24 (PP1) A. Širokovs / 59:32 (ENG) A. Širokovs |             |                                                 |

### C csoport
| Csapat      | M | Gy | HGy | HV | V | G+ | G- | Gk | P |
| ----------- | - | -- | --- | -- | - | -- | -- | -- | - |
| Finnország  | 3 | 2  | 1   | 0  | 0 | 11 | 5  | +6 | 8 |
| Norvégia    | 3 | 1  | 0   | 1  | 1 | 6  | 10 | −4 | 4 |
| Németország | 3 | 1  | 0   | 0  | 2 | 7  | 10 | −3 | 3 |
| Szlovákia   | 3 | 1  | 0   | 0  | 2 | 9  | 8  | +1 | 3 |

| 2008. május 3. 16:30 | Németország | 1–5 (0–0, 1–2, 0–3) | Finnország | Metro Centre, Halifax Nézőszám: 7658 |

| Jegyzőkönyv | Jegyzőkönyv | Jegyzőkönyv                                                                                                | Jegyzőkönyv | Jegyzőkönyv                                      |
| --- | ----------- | --- | ----------- | ------------------------------------------------ |
| |             | |             | Játékvezetők: Christer Larking Marcus Vinnerborg |
| \| F. Busch (PP1) 32:44 \| Gólok \| 21:09 (PP1) M. Koivu / 27:26 (PP2) O. Jokinen / 40:24 (SH1) M. Koivu / 42:33 H. Hyvönen / 52:27 T. Selänne \| |             | |             |                                                  |
| |             | |             |                                                  |
| |             | |             |                                                  |
| F. Busch (PP1) 32:44 | Gólok       | 21:09 (PP1) M. Koivu / 27:26 (PP2) O. Jokinen / 40:24 (SH1) M. Koivu / 42:33 H. Hyvönen / 52:27 T. Selänne |             |                                                  |

| 2008. május 3. 20:15 | Szlovákia | 5–1 (1–0, 2–1, 2–0) | Norvégia | Metro Centre, Halifax Nézőszám: 7096 |

| Jegyzőkönyv | Jegyzőkönyv | Jegyzőkönyv    | Jegyzőkönyv | Jegyzőkönyv                              |
| --- | ----------- | -------------- | ----------- | ---------------------------------------- |
| |             |                |             | Játékvezetők: Danny Kurmann Brent Reiber |
| \| T. Melichárek (SH1) 09:43 / J. Kolník 20:15 / R. Petrovický (PP1) 27:44 / M. Hossa 40:07 / P. Podhradský 58:24 \| Gólok \| 28:43 M. Olimb \| |             |                |             |                                          |
| |             |                |             |                                          |
| |             |                |             |                                          |
| T. Melichárek (SH1) 09:43 / J. Kolník 20:15 / R. Petrovický (PP1) 27:44 / M. Hossa 40:07 / P. Podhradský 58:24                                  | Gólok       | 28:43 M. Olimb |             |                                          |

| 2008. május 5. 16:30 | Finnország | 3–2 (2–2, 0–0, 0–0) (h.u.: 1–0) | Norvégia | Metro Centre, Halifax Nézőszám: 7190 |

| Jegyzőkönyv | Jegyzőkönyv | Jegyzőkönyv                              | Jegyzőkönyv | Jegyzőkönyv                              |
| --- | ----------- | ---------------------------------------- | ----------- | ---------------------------------------- |
| |             |                                          |             | Játékvezetők: Milan Minář Richard Schütz |
| \| J. Jokinen (PP1) 01:37 / V. Peltonen (PP1) 16:14 / T. Ruutu 61:27 \| Gólok \| 04:26 M. Ask / 19:51 (PP2) A. Bastiansen \| |             |                                          |             |                                          |
| |             |                                          |             |                                          |
| |             |                                          |             |                                          |
| J. Jokinen (PP1) 01:37 / V. Peltonen (PP1) 16:14 / T. Ruutu 61:27                                                            | Gólok       | 04:26 M. Ask / 19:51 (PP2) A. Bastiansen |             |                                          |

| 2008. május 5. 20:15 | Szlovákia | 2–4 (0–2, 1–1, 1–1) | Németország | Metro Centre, Halifax Nézőszám: 7855 |

| Jegyzőkönyv | Jegyzőkönyv | Jegyzőkönyv                                                                              | Jegyzőkönyv | Jegyzőkönyv                                         |
| --- | ----------- | ---------------------------------------------------------------------------------------- | ----------- | --------------------------------------------------- |
| |             |                                                                                          |             | Játékvezetők: Vyacheslav Bulanov Alexander Poliakov |
| \| I. Čiernik (PP1) 29:39 / J. Kolník (PP1) 59:56 \| Gólok \| 06:57 (PP1) M. Sturm / 15:05 (PP1) S. Ustorf / 38:05 M. Hackert / 48:42 (PP1) M. Hackert \| |             |                                                                                          |             |                                                     |
| |             |                                                                                          |             |                                                     |
| |             |                                                                                          |             |                                                     |
| I. Čiernik (PP1) 29:39 / J. Kolník (PP1) 59:56 | Gólok       | 06:57 (PP1) M. Sturm / 15:05 (PP1) S. Ustorf / 38:05 M. Hackert / 48:42 (PP1) M. Hackert |             |                                                     |

| 2008. május 7. 16:30 | Finnország | 3–2 (2–2, 1–0, 0–0) | Szlovákia | Metro Centre, Halifax Nézőszám: 7262 |

| Jegyzőkönyv | Jegyzőkönyv | Jegyzőkönyv                            | Jegyzőkönyv | Jegyzőkönyv                                   |
| --- | ----------- | -------------------------------------- | ----------- | --------------------------------------------- |
| |             |                                        |             | Játékvezetők: Danny Kurmann Marcus Vinnerborg |
| \| N. Kapanen 02:05 / T. Ruutu (PP1) 13:00 / T. Selänne (PP1) 25:17 \| Gólok \| 13:14 R. Petrovický / 18:21 M. Kováčik \| |             |                                        |             |                                               |
| |             |                                        |             |                                               |
| |             |                                        |             |                                               |
| N. Kapanen 02:05 / T. Ruutu (PP1) 13:00 / T. Selänne (PP1) 25:17                                                          | Gólok       | 13:14 R. Petrovický / 18:21 M. Kováčik |             |                                               |

| 2008. május 7. 20:15 | Norvégia | 3–2 (0–1, 1–1, 2–0) | Németország | Metro Centre, Halifax Nézőszám: 7414 |

| Jegyzőkönyv | Jegyzőkönyv | Jegyzőkönyv                             | Jegyzőkönyv | Jegyzőkönyv                            |
| --- | ----------- | --------------------------------------- | ----------- | -------------------------------------- |
| |             |                                         |             | Játékvezetők: Milan Minář Brent Reiber |
| \| M. Holtet (PP2) 34:51 / M. Zuccarello Aasen 47:19 / M. Ask (PP2) 55:53 \| Gólok \| 06:37 (PP1) M. Sturm / 24:09 P. Gogulla \| |             |                                         |             |                                        |
| |             |                                         |             |                                        |
| |             |                                         |             |                                        |
| M. Holtet (PP2) 34:51 / M. Zuccarello Aasen 47:19 / M. Ask (PP2) 55:53                                                           | Gólok       | 06:37 (PP1) M. Sturm / 24:09 P. Gogulla |             |                                        |

### D csoport
| Csapat      | M | Gy | HGy | HV | V | G+ | G- | Gk  | P |
| ----------- | - | -- | --- | -- | - | -- | -- | --- | - |
| Oroszország | 3 | 2  | 1   | 0  | 0 | 16 | 6  | +10 | 8 |
| Csehország  | 3 | 2  | 0   | 1  | 0 | 16 | 9  | +7  | 7 |
| Dánia       | 3 | 1  | 0   | 0  | 2 | 9  | 11 | −2  | 3 |
| Olaszország | 3 | 0  | 0   | 0  | 3 | 5  | 20 | −15 | 0 |

| 2008. május 2. 13:00 | Dánia | 2–5 (2–2, 0–2, 0–1) | Csehország | Colisée Pepsi, Québec Nézőszám: 8369 |

| Jegyzőkönyv | Jegyzőkönyv | Jegyzőkönyv                                                                                 | Jegyzőkönyv | Jegyzőkönyv                             |
| --- | ----------- | ------------------------------------------------------------------------------------------- | ----------- | --------------------------------------- |
| |             |                                                                                             |             | Játékvezetők: Rick Looker Thomas Sterns |
| \| S. Lassen 00:31 / J. Hansen 18:03 \| Gólok \| 08:00 R. Vrbata / 13:49 (PP1) A. Kotalík / 24:35 R. Vrbata / 31:31 Z. Irgl / 50:52 J. Hejda \| |             |                                                                                             |             |                                         |
| |             |                                                                                             |             |                                         |
| |             |                                                                                             |             |                                         |
| S. Lassen 00:31 / J. Hansen 18:03 | Gólok       | 08:00 R. Vrbata / 13:49 (PP1) A. Kotalík / 24:35 R. Vrbata / 31:31 Z. Irgl / 50:52 J. Hejda |             |                                         |

| 2008. május 2. 19:00 | Oroszország | 7–1 (1–0, 5–0, 1–1) | Olaszország | Colisée Pepsi, Québec Nézőszám: 11 074 |

| Jegyzőkönyv | Jegyzőkönyv | Jegyzőkönyv     | Jegyzőkönyv | Jegyzőkönyv                                  |
| --- | ----------- | --------------- | ----------- | -------------------------------------------- |
| |             |                 |             | Játékvezetők: Peter Ország Daniel Piechaczek |
| \| A. Semin 04:02 / A. Ovechkin 23:39 / A. Morozov 29:01 / A. Tereshchenko 30:12 / A. Semin 31:18 / M. Sushinski 36:58 / D. Zaripov (PP1) 55:38 \| Gólok \| 51:29 J. Cirone \| |             |                 |             |                                              |
| |             |                 |             |                                              |
| |             |                 |             |                                              |
| A. Semin 04:02 / A. Ovechkin 23:39 / A. Morozov 29:01 / A. Tereshchenko 30:12 / A. Semin 31:18 / M. Sushinski 36:58 / D. Zaripov (PP1) 55:38                                   | Gólok       | 51:29 J. Cirone |             |                                              |

| 2008. május 4. 13:00 | Csehország | 4–5 (2–2, 1–1, 1–1) (h.u.: 0–1) | Oroszország | Colisée Pepsi, Québec Nézőszám: 13 109 |

| Jegyzőkönyv | Jegyzőkönyv | Jegyzőkönyv | Jegyzőkönyv | Jegyzőkönyv                             |
| --- | ----------- | --- | ----------- | --------------------------------------- |
| |             | |             | Játékvezetők: Guy Pellerin Chris Savage |
| \| P. Eliáš (PP1) 09:08 / A. Kotalík (PP1) 12:05 / P. Eliáš (PP1) 33:47 / P. Eliáš (PP1) 42:51 \| Gólok \| 03:47 S. Zinovjev / 19:59 (PP2) K. Gorovikov / 27:44 (PP1) A. Morozov / 46:47 (PP1) K. Korneyev / 63:10 A. Morozov \| |             | |             |                                         |
| |             | |             |                                         |
| |             | |             |                                         |
| P. Eliáš (PP1) 09:08 / A. Kotalík (PP1) 12:05 / P. Eliáš (PP1) 33:47 / P. Eliáš (PP1) 42:51 | Gólok       | 03:47 S. Zinovjev / 19:59 (PP2) K. Gorovikov / 27:44 (PP1) A. Morozov / 46:47 (PP1) K. Korneyev / 63:10 A. Morozov |             |                                         |

| 2008. május 4. 19:00 | Olaszország | 2–6 (0–3, 1–1, 1–2) | Dánia | Colisée Pepsi, Québec Nézőszám: 6838 |

| Jegyzőkönyv | Jegyzőkönyv | Jegyzőkönyv | Jegyzőkönyv | Jegyzőkönyv                           |
| --- | ----------- | --- | ----------- | ------------------------------------- |
| |             | |             | Játékvezetők: Sami Partanen Jyri Rönn |
| \| J. Cirone 37:48 / N. Fontanive (PP1) 47:09 \| Gólok \| 03:54 M. Green / 08:11 (PP1) K. Staal / 10:26 (PP2) J. Hansen / 23:31 (PP1) D. Nielsen / 50:32 J. Damgaard / 56:03 K. Degn \| |             | |             |                                       |
| |             | |             |                                       |
| |             | |             |                                       |
| J. Cirone 37:48 / N. Fontanive (PP1) 47:09 | Gólok       | 03:54 M. Green / 08:11 (PP1) K. Staal / 10:26 (PP2) J. Hansen / 23:31 (PP1) D. Nielsen / 50:32 J. Damgaard / 56:03 K. Degn |             |                                       |

| 2008. május 6. 13:00 | Oroszország | 4–1 (1–0, 2–0, 1–1) | Dánia | Colisée Pepsi, Québec Nézőszám: 8609 |

| Jegyzőkönyv | Jegyzőkönyv | Jegyzőkönyv          | Jegyzőkönyv | Jegyzőkönyv                                 |
| --- | ----------- | -------------------- | ----------- | ------------------------------------------- |
| |             |                      |             | Játékvezetők: Rick Looker Daniel Piechaczek |
| \| M. Afinogenov 10:38 / A. Ovechkin (PP1) 27:07 / S. Fedorov (PP1) 29:45 / K. Gorovikov 42:47 \| Gólok \| 57:25 (PP1) K. Staal \| |             |                      |             |                                             |
| |             |                      |             |                                             |
| |             |                      |             |                                             |
| M. Afinogenov 10:38 / A. Ovechkin (PP1) 27:07 / S. Fedorov (PP1) 29:45 / K. Gorovikov 42:47                                        | Gólok       | 57:25 (PP1) K. Staal |             |                                             |

| 2008. május 6. 19:00 | Csehország | 7–2 (2–2, 4–0, 1–0) | Olaszország | Colisée Pepsi, Québec Nézőszám: 7517 |

| Jegyzőkönyv | Jegyzőkönyv | Jegyzőkönyv                           | Jegyzőkönyv | Jegyzőkönyv                              |
| --- | ----------- | ------------------------------------- | ----------- | ---------------------------------------- |
| |             |                                       |             | Játékvezetők: Peter Ország Thomas Sterns |
| \| M. Erat 00:41 / R. Vrbata 04:19 / M. Židlický (PP1) 21:29 / R. Vrbata 30:42 / P. Eliáš (PP1) 37:47 / F. Kuba 39:02 / J. Hlinka 43:53 \| Gólok \| 00:59 L. Ansoldi / 03:06 N. Fontanive \| |             |                                       |             |                                          |
| |             |                                       |             |                                          |
| |             |                                       |             |                                          |
| M. Erat 00:41 / R. Vrbata 04:19 / M. Židlický (PP1) 21:29 / R. Vrbata 30:42 / P. Eliáš (PP1) 37:47 / F. Kuba 39:02 / J. Hlinka 43:53                                                         | Gólok       | 00:59 L. Ansoldi / 03:06 N. Fontanive |             |                                          |

## Középdöntő
A középdöntő két csoportjába az A és B csoport első három, illetve a C és D csoport első három helyezettje került. Körmérkőzést játszottak a csapatok, de az azonos csoportból érkezők egymással nem, esetükben a már lejátszott egymás elleni eredményüket számították be.
A két csoport első négy helyezettje jutott be az egyenes kieséses szakaszba.
| Jelmagyarázat                           |
| --------------------------------------- |
| Bejutott az egyenes kieséses szakaszba. |
| Kiesett.                                |

### E csoport
| Nemzet           | M | Gy | HGy | HV | V | G+ | G- | Gk  | P  |
| ---------------- | - | -- | --- | -- | - | -- | -- | --- | -- |
| Oroszország      | 5 | 3  | 2   | 0  | 0 | 21 | 13 | +8  | 13 |
| Csehország       | 5 | 2  | 1   | 1  | 1 | 20 | 14 | +6  | 9  |
| Svédország       | 5 | 3  | 0   | 0  | 2 | 23 | 16 | +7  | 9  |
| Svájc            | 5 | 3  | 0   | 0  | 2 | 16 | 15 | +1  | 9  |
| Fehéroroszország | 5 | 0  | 0   | 3  | 2 | 13 | 18 | −5  | 3  |
| Dánia            | 5 | 0  | 1   | 0  | 4 | 9  | 26 | −17 | 2  |

| 2008. május 8. 15:00 | Svédország | 8–1 (2–0, 2–0, 4–1) | Dánia | Colisée Pepsi, Québec Nézőszám: 7327 |

| Jegyzőkönyv | Jegyzőkönyv | Jegyzőkönyv   | Jegyzőkönyv | Jegyzőkönyv                             |
| --- | ----------- | ------------- | ----------- | --------------------------------------- |
| |             |               |             | Játékvezetők: Peter Ország Guy Pellerin |
| \| K. Jönsson 08:47 / M. Nilson 15:33 / T. Mårtensson 35:35 / A. Strålman 36:44 / K. Fabricius 40:41 / M. Weinhandl 41:48 / R. Wallin 43:55 / T. Mårtensson (PP1) 50:14 \| Gólok \| 54:32 K. Degn \| |             |               |             |                                         |
| |             |               |             |                                         |
| |             |               |             |                                         |
| K. Jönsson 08:47 / M. Nilson 15:33 / T. Mårtensson 35:35 / A. Strålman 36:44 / K. Fabricius 40:41 / M. Weinhandl 41:48 / R. Wallin 43:55 / T. Mårtensson (PP1) 50:14                                 | Gólok       | 54:32 K. Degn |             |                                         |

| 2008. május 8. 19:00 | Svájc | 0–5 (0–1, 0–3, 0–1) | Csehország | Colisée Pepsi, Québec Nézőszám: 9603 |

| Jegyzőkönyv | Jegyzőkönyv | Jegyzőkönyv                                                                                                   | Jegyzőkönyv | Jegyzőkönyv                                 |
| --- | ----------- | --- | ----------- | ------------------------------------------- |
| |             | |             | Játékvezetők: Rick Looker Daniel Piechaczek |
| \| \| Gólok \| 19:06 (SH1) M. Erat / 34:46 (PP1) T. Kaberle / 35:50 (PP1) P. Eliáš / 39:33 T. Fleischmann / 58:10 J. Novotný \| |             | |             |                                             |
| |             | |             |                                             |
| |             | |             |                                             |
| | Gólok       | 19:06 (SH1) M. Erat / 34:46 (PP1) T. Kaberle / 35:50 (PP1) P. Eliáš / 39:33 T. Fleischmann / 58:10 J. Novotný |             |                                             |

| 2008. május 9. 13:00 | Oroszország | 4–3 (sz.) (0–2, 1–0, 2–1) (h.u.: 0–0) (sz.: 2–1) | Fehéroroszország | Colisée Pepsi, Québec Nézőszám: 8031 |

| Jegyzőkönyv | Jegyzőkönyv | Jegyzőkönyv                                          | Jegyzőkönyv | Jegyzőkönyv                           |
| --- | ----------- | ---------------------------------------------------- | ----------- | ------------------------------------- |
| |             |                                                      |             | Játékvezetők: Sami Partanen Jyri Rönn |
| \| M. Afinogenov 23:54 / A. Ovecskin 27:21 / M. Afinogenov 53:51 / A. Morozov (GWG) 65:00 \| Gólok \| 07:27 A. Mikhalev / 11:53 D. Dudik / 56:12 A. Ugarov \| |             |                                                      |             |                                       |
| |             |                                                      |             |                                       |
| |             |                                                      |             |                                       |
| M. Afinogenov 23:54 / A. Ovecskin 27:21 / M. Afinogenov 53:51 / A. Morozov (GWG) 65:00                                                                        | Gólok       | 07:27 A. Mikhalev / 11:53 D. Dudik / 56:12 A. Ugarov |             |                                       |

| 2008. május 10. 12:30 | Csehország | 3–2 (sz.) (0–1, 1–0, 1–1) (h.u.: 0–0) (sz.: 2–1) | Fehéroroszország | Colisée Pepsi, Québec Nézőszám: 8504 |

| Jegyzőkönyv | Jegyzőkönyv | Jegyzőkönyv                           | Jegyzőkönyv | Jegyzőkönyv                          |
| --- | ----------- | ------------------------------------- | ----------- | ------------------------------------ |
| |             |                                       |             | Játékvezetők: Guy Pellerin Jyri Rönn |
| \| T. Rolínek 36:53 / A. Kotalík 53:38 / A. Kotalík (GWG) 65:00 \| Gólok \| 18:12 Y. Chupris / 49:50 A. Kostitsyn \| |             |                                       |             |                                      |
| |             |                                       |             |                                      |
| |             |                                       |             |                                      |
| T. Rolínek 36:53 / A. Kotalík 53:38 / A. Kotalík (GWG) 65:00                                                         | Gólok       | 18:12 Y. Chupris / 49:50 A. Kostitsyn |             |                                      |

| 2008. május 10. 16:30 | Oroszország | 3–2 (0–1, 1–1, 2–0) | Svédország | Colisée Pepsi, Québec Nézőszám: 12 665 |

| Jegyzőkönyv | Jegyzőkönyv | Jegyzőkönyv                              | Jegyzőkönyv | Jegyzőkönyv                                  |
| --- | ----------- | ---------------------------------------- | ----------- | -------------------------------------------- |
| |             |                                          |             | Játékvezetők: Peter Ország Daniel Piechaczek |
| \| A. Semin 32:14 / Sz. Fjodorov 44:57 / A. Ovecskin 59:54 \| Gólok \| 07:15 M. Weinhandl / 39:10 T. Mårtensson \| |             |                                          |             |                                              |
| |             |                                          |             |                                              |
| |             |                                          |             |                                              |
| A. Semin 32:14 / Sz. Fjodorov 44:57 / A. Ovecskin 59:54                                                            | Gólok       | 07:15 M. Weinhandl / 39:10 T. Mårtensson |             |                                              |

| 2008. május 11. 13:00 | Dánia | 2–7 (0–2, 0–3, 2–2) | Svájc | Colisée Pepsi, Québec Nézőszám: 8338 |

| Jegyzőkönyv | Jegyzőkönyv | Jegyzőkönyv | Jegyzőkönyv | Jegyzőkönyv                                  |
| --- | ----------- | --- | ----------- | -------------------------------------------- |
| |             | |             | Játékvezetők: Daniel Piechaczek Chris Savage |
| \| M. Madsen 43:04 / K. Staal (PS) 45:26 \| Gólok \| 02:10 A. Ambühl / 03:42 S. Jeannin / 20:50 M. Reichert / 31:01 T. Paterlini / 33:21 P. DiPietro / 41:38 P. Furrer / 46:20 (PP1) B. Forster \| |             | |             |                                              |
| |             | |             |                                              |
| |             | |             |                                              |
| M. Madsen 43:04 / K. Staal (PS) 45:26 | Gólok       | 02:10 A. Ambühl / 03:42 S. Jeannin / 20:50 M. Reichert / 31:01 T. Paterlini / 33:21 P. DiPietro / 41:38 P. Furrer / 46:20 (PP1) B. Forster |             |                                              |

| 2008. május 11. 19:00 | Svédország | 5–3 (0–0, 2–2, 3–1) | Csehország | Colisée Pepsi, Québec Nézőszám: 7864 |

| Jegyzőkönyv | Jegyzőkönyv | Jegyzőkönyv                                                          | Jegyzőkönyv | Jegyzőkönyv                              |
| --- | ----------- | -------------------------------------------------------------------- | ----------- | ---------------------------------------- |
| |             |                                                                      |             | Játékvezetők: Sami Partanen Guy Pellerin |
| \| A. Strålman 26:03 / M. Nilson 33:32 / M. Weinhandl 41:14 / P. Hörnqvist 55:07 / M. Nilson (ENG) 59:34 \| Gólok \| 30:06 (PP1) P. Eliáš / 38:26 (PP1) A. Kotalík / 49:41 T. Fleischmann \| |             |                                                                      |             |                                          |
| |             |                                                                      |             |                                          |
| |             |                                                                      |             |                                          |
| A. Strålman 26:03 / M. Nilson 33:32 / M. Weinhandl 41:14 / P. Hörnqvist 55:07 / M. Nilson (ENG) 59:34                                                                                        | Gólok       | 30:06 (PP1) P. Eliáš / 38:26 (PP1) A. Kotalík / 49:41 T. Fleischmann |             |                                          |

| 2008. május 12. 13:00 | Svájc | 3–5 (0–3, 0–1, 3–1) | Oroszország | Colisée Pepsi, Québec Nézőszám: 8286 |

| Jegyzőkönyv | Jegyzőkönyv | Jegyzőkönyv | Jegyzőkönyv | Jegyzőkönyv                         |
| --- | ----------- | --- | ----------- | ----------------------------------- |
| |             | |             | Játékvezetők: Rick Looker Jyri Rönn |
| \| R. Sannitz (PP1) 40:32 / J. Vauclair (SH1) 45:30 / R. Lemm 58:25 \| Gólok \| 15:21 D. Kalinin / 17:49 (PP1) A. Ovecskin / 18:45 M. Sushinski / 30:27 Sz. Fjodorov / 57:25 (ENG) M. Sushinski \| |             | |             |                                     |
| |             | |             |                                     |
| |             | |             |                                     |
| R. Sannitz (PP1) 40:32 / J. Vauclair (SH1) 45:30 / R. Lemm 58:25 | Gólok       | 15:21 D. Kalinin / 17:49 (PP1) A. Ovecskin / 18:45 M. Sushinski / 30:27 Sz. Fjodorov / 57:25 (ENG) M. Sushinski |             |                                     |

| 2008. május 12. 19:00 | Fehéroroszország | 2–3 (h.u.) (0–0, 0–1, 2–1) (h.u.: 0–1) | Dánia | Colisée Pepsi, Québec Nézőszám: 8517 |

| Jegyzőkönyv                                                                                                  | Jegyzőkönyv | Jegyzőkönyv                                            | Jegyzőkönyv | Jegyzőkönyv                              |
| --- | ----------- | ------------------------------------------------------ | ----------- | ---------------------------------------- |
| |             |                                                        |             | Játékvezetők: Peter Ország Thomas Sterns |
| \| A. Ugarov 55:42 / D. Meleshko 57:59 \| Gólok \| 23:06 (PP1) K. Staal / 59:22 P. Regin / 62:11 P. Regin \| |             |                                                        |             |                                          |
| |             |                                                        |             |                                          |
| |             |                                                        |             |                                          |
| A. Ugarov 55:42 / D. Meleshko 57:59                                                                          | Gólok       | 23:06 (PP1) K. Staal / 59:22 P. Regin / 62:11 P. Regin |             |                                          |

### F csoport
| Nemzet           | M | Gy | HGy | HV | V | G+ | G- | Gk  | P  |
| ---------------- | - | -- | --- | -- | - | -- | -- | --- | -- |
| Kanada           | 5 | 5  | 0   | 0  | 0 | 30 | 9  | +21 | 15 |
| Finnország       | 5 | 3  | 1   | 0  | 1 | 16 | 12 | +4  | 11 |
| Egyesült Államok | 5 | 3  | 0   | 0  | 2 | 25 | 13 | +12 | 9  |
| Norvégia         | 5 | 1  | 0   | 1  | 3 | 8  | 20 | −12 | 4  |
| Németország      | 5 | 1  | 0   | 0  | 4 | 13 | 27 | −14 | 3  |
| Lettország       | 5 | 1  | 0   | 0  | 4 | 8  | 19 | −11 | 3  |

| 2008. május 8. 16:30 | Kanada | 2–1 (1–0, 0–1, 1–0) | Norvégia | Metro Centre, Halifax Nézőszám: 7380 |

| Jegyzőkönyv                                                                        | Jegyzőkönyv | Jegyzőkönyv           | Jegyzőkönyv | Jegyzőkönyv                                   |
| ---------------------------------------------------------------------------------- | ----------- | --------------------- | ----------- | --------------------------------------------- |
|                                                                                    |             |                       |             | Játékvezetők: Danny Kurmann Marcus Vinnerborg |
| \| M. Green (PP1) 09:32 / R. Nash (PP1) 56:02 \| Gólok \| 33:59 (SH1) M. Hansen \| |             |                       |             |                                               |
|                                                                                    |             |                       |             |                                               |
|                                                                                    |             |                       |             |                                               |
| M. Green (PP1) 09:32 / R. Nash (PP1) 56:02                                         | Gólok       | 33:59 (SH1) M. Hansen |             |                                               |

| 2008. május 8. 20:15 | Egyesült Államok | 6–4 (3–2, 1–1, 2–1) | Németország | Metro Centre, Halifax Nézőszám: 7352 |

| Jegyzőkönyv | Jegyzőkönyv | Jegyzőkönyv                                                                       | Jegyzőkönyv | Jegyzőkönyv                                         |
| --- | ----------- | --------------------------------------------------------------------------------- | ----------- | --------------------------------------------------- |
| |             |                                                                                   |             | Játékvezetők: Vyacheslav Bulanov Alexander Poliakov |
| \| Z. Parise 00:25 / P. O'Sullivan 02:10 / J. Wisniewski 02:52 / J. Pominville (PP2) 26:52 / Z. Parise (PP1) 51:04 / D. Brown 58:24 \| Gólok \| 14:03 M. Hackert / 17:52 (PP1) C. Schmidt / 30:23 F. Busch / 44:55 (PP1) M. Bakos \| |             |                                                                                   |             |                                                     |
| |             |                                                                                   |             |                                                     |
| |             |                                                                                   |             |                                                     |
| Z. Parise 00:25 / P. O'Sullivan 02:10 / J. Wisniewski 02:52 / J. Pominville (PP2) 26:52 / Z. Parise (PP1) 51:04 / D. Brown 58:24 | Gólok       | 14:03 M. Hackert / 17:52 (PP1) C. Schmidt / 30:23 F. Busch / 44:55 (PP1) M. Bakos |             |                                                     |

| 2008. május 9. 12:30 | Finnország | 2–1 (0–1, 1–0, 1–0) | Lettország | Metro Centre, Halifax Nézőszám: 7215 |

| Jegyzőkönyv                                                              | Jegyzőkönyv | Jegyzőkönyv      | Jegyzőkönyv | Jegyzőkönyv                                   |
| ------------------------------------------------------------------------ | ----------- | ---------------- | ----------- | --------------------------------------------- |
|                                                                          |             |                  |             | Játékvezetők: Alexander Poliakov Brent Reiber |
| \| A. Pihlström 29:21 / N. Kapanen 50:04 \| Gólok \| 01:27 L. Dārziņš \| |             |                  |             |                                               |
|                                                                          |             |                  |             |                                               |
|                                                                          |             |                  |             |                                               |
| A. Pihlström 29:21 / N. Kapanen 50:04                                    | Gólok       | 01:27 L. Dārziņš |             |                                               |

| 2008. május 10. 16:30 | Németország | 1–10 (0–4, 0–5, 1–1) | Kanada | Metro Centre, Halifax Nézőszám: 9182 |

| Jegyzőkönyv | Jegyzőkönyv | Jegyzőkönyv | Jegyzőkönyv | Jegyzőkönyv                                    |
| --- | ----------- | --- | ----------- | ---------------------------------------------- |
| |             | |             | Játékvezetők: Vyacheslav Bulanov Danny Kurmann |
| \| F. Hördler 48:40 \| Gólok \| 05:14 J. Spezza / 13:35 D. Heatley / 16:05 E. Staal / 19:37 P. Sharp / 23:42 (PP1) E. Staal / 28:20 E. Staal / 32:07 (PP1) D. Roy / 35:30 E. Staal / 38:12 (SH1) J. Mayers / 41:47 (PP1) M. Green \| |             | |             |                                                |
| |             | |             |                                                |
| |             | |             |                                                |
| F. Hördler 48:40 | Gólok       | 05:14 J. Spezza / 13:35 D. Heatley / 16:05 E. Staal / 19:37 P. Sharp / 23:42 (PP1) E. Staal / 28:20 E. Staal / 32:07 (PP1) D. Roy / 35:30 E. Staal / 38:12 (SH1) J. Mayers / 41:47 (PP1) M. Green |             |                                                |

| 2008. május 11. 12:30 | Norvégia | 1–4 (1–2, 0–1, 0–1) | Lettország | Metro Centre, Halifax Nézőszám: 9017 |

| Jegyzőkönyv | Jegyzőkönyv | Jegyzőkönyv                                                                       | Jegyzőkönyv | Jegyzőkönyv                                 |
| --- | ----------- | --------------------------------------------------------------------------------- | ----------- | ------------------------------------------- |
| |             |                                                                                   |             | Játékvezetők: Christer Lärking Brent Reiber |
| \| L. E. Spets 12:56 \| Gólok \| 11:34 M. Cipulis / 17:22 H. Vasiļjevs / 22:27 M. Rēdlihs / 59:36 (ENG) L. Dārziņš \| |             |                                                                                   |             |                                             |
| |             |                                                                                   |             |                                             |
| |             |                                                                                   |             |                                             |
| L. E. Spets 12:56 | Gólok       | 11:34 M. Cipulis / 17:22 H. Vasiļjevs / 22:27 M. Rēdlihs / 59:36 (ENG) L. Dārziņš |             |                                             |

| 2008. május 11. 16:30 | Finnország | 3–2 (0–0, 0–2, 3–0) | Egyesült Államok | Metro Centre, Halifax Nézőszám: 8867 |

| Jegyzőkönyv | Jegyzőkönyv | Jegyzőkönyv                              | Jegyzőkönyv | Jegyzőkönyv                                         |
| --- | ----------- | ---------------------------------------- | ----------- | --------------------------------------------------- |
| |             |                                          |             | Játékvezetők: Vyacheslav Bulanov Alexander Poliakov |
| \| V. Koistinen (PP2) 42:12 / T. Selänne 50:44 / M. Koivu 56:10 \| Gólok \| 21:30 T. Gilbert / 39:15 (PP1) P. Kessel \| |             |                                          |             |                                                     |
| |             |                                          |             |                                                     |
| |             |                                          |             |                                                     |
| V. Koistinen (PP2) 42:12 / T. Selänne 50:44 / M. Koivu 56:10                                                            | Gólok       | 21:30 T. Gilbert / 39:15 (PP1) P. Kessel |             |                                                     |

| 2008. május 12. 12:30 | Egyesült Államok | 9–1 (3–0, 3–1, 3–0) | Norvégia | Metro Centre, Halifax Nézőszám: 8490 |

| Jegyzőkönyv | Jegyzőkönyv | Jegyzőkönyv          | Jegyzőkönyv | Jegyzőkönyv                                   |
| --- | ----------- | -------------------- | ----------- | --------------------------------------------- |
| |             |                      |             | Játékvezetők: Alexander Poliakov Brent Reiber |
| \| B. Dubinsky 11:12 / D. Brown 12:15 / P. Kane (PP1) 19:03 / B. Dubinsky 25:48 / P. Martin 31:19 / Z. Parise (PP1) 32:18 / D. Brown 42:33 / P. Kessel 45:44 / B. Dubinsky (PP1) 51:35 \| Gólok \| 28:08 (PP2) M. Trygg \| |             |                      |             |                                               |
| |             |                      |             |                                               |
| |             |                      |             |                                               |
| B. Dubinsky 11:12 / D. Brown 12:15 / P. Kane (PP1) 19:03 / B. Dubinsky 25:48 / P. Martin 31:19 / Z. Parise (PP1) 32:18 / D. Brown 42:33 / P. Kessel 45:44 / B. Dubinsky (PP1) 51:35                                        | Gólok       | 28:08 (PP2) M. Trygg |             |                                               |

| 2008. május 12. 16:30 | Kanada | 6–3 (2–1, 2–0, 2–2) | Finnország | Metro Centre, Halifax Nézőszám: 9178 |

| Jegyzőkönyv | Jegyzőkönyv | Jegyzőkönyv                                                    | Jegyzőkönyv | Jegyzőkönyv                                      |
| --- | ----------- | -------------------------------------------------------------- | ----------- | ------------------------------------------------ |
| |             |                                                                |             | Játékvezetők: Christer Lärking Marcus Vinnerborg |
| \| R. Getzlaf 00:33 / S. Doan (SH1) 09:29 / D. Heatley 30:17 / P. Sharp (SH1) 38:12 / S. Doan 41:07 / D. Heatley 58:02 \| Gólok \| 05:30 (SH1) A. Pihlström / 48:34 A. Pihlström / 59:37 T. Ruutu \| |             |                                                                |             |                                                  |
| |             |                                                                |             |                                                  |
| |             |                                                                |             |                                                  |
| R. Getzlaf 00:33 / S. Doan (SH1) 09:29 / D. Heatley 30:17 / P. Sharp (SH1) 38:12 / S. Doan 41:07 / D. Heatley 58:02                                                                                  | Gólok       | 05:30 (SH1) A. Pihlström / 48:34 A. Pihlström / 59:37 T. Ruutu |             |                                                  |

| 2008. május 12. 20:15 | Lettország | 3–5 (1–1, 2–1, 0–3) | Németország | Metro Centre, Halifax Nézőszám: 8614 |

| Jegyzőkönyv | Jegyzőkönyv | Jegyzőkönyv                                                                                         | Jegyzőkönyv | Jegyzőkönyv                             |
| --- | ----------- | --------------------------------------------------------------------------------------------------- | ----------- | --------------------------------------- |
| |             | |             | Játékvezetők: Danny Kurmann Milan Minář |
| \| H. Vasiļjevs 05:01 / M. Rēdlihs 25:48 / M. Karsums 31:39 \| Gólok \| 18:45 (PP1) C. Schmidt / 27:23 M. Wolf / 47:51 C. Schubert / 50:40 Y. Seidenberg / 52:51 C. Ullmann \| |             | |             |                                         |
| |             | |             |                                         |
| |             | |             |                                         |
| H. Vasiļjevs 05:01 / M. Rēdlihs 25:48 / M. Karsums 31:39 | Gólok       | 18:45 (PP1) C. Schmidt / 27:23 M. Wolf / 47:51 C. Schubert / 50:40 Y. Seidenberg / 52:51 C. Ullmann |             |                                         |

## A 13–16. helyért
A csoportkörból kiesők két párosításban mérkőztek meg a főcsoportban maradásért. Két mérkőzést kellett nyerni. A két párharc győztese maradt a főcsoportban, a két vesztes kiesett a divízió I-be.

### G csoport
1. párosítás
| 2008. május 9. 19:00 | Franciaország | 3–2 (1–1, 1–0, 1–1) | Olaszország | Colisée Pepsi, Québec Nézőszám: 8140 |

| Jegyzőkönyv | Jegyzőkönyv | Jegyzőkönyv                             | Jegyzőkönyv | Jegyzőkönyv                              |
| --- | ----------- | --------------------------------------- | ----------- | ---------------------------------------- |
| |             |                                         |             | Játékvezetők: Chris Savage Thomas Sterns |
| \| Y. Treille (PP1) 09:09 / B. Amar 39:30 / S. Bordeleau (PP1) 51:05 \| Gólok \| 08:00 (PP1) J. Pittis / 59:52 A. Helfer \| |             |                                         |             |                                          |
| |             |                                         |             |                                          |
| |             |                                         |             |                                          |
| Y. Treille (PP1) 09:09 / B. Amar 39:30 / S. Bordeleau (PP1) 51:05                                                           | Gólok       | 08:00 (PP1) J. Pittis / 59:52 A. Helfer |             |                                          |

| 2008. május 10. 20:15 | Olaszország | 4–6 (1–2, 1–1, 2–3) | Franciaország | Colisée Pepsi, Québec Nézőszám: 7649 |

| Jegyzőkönyv | Jegyzőkönyv | Jegyzőkönyv | Jegyzőkönyv | Jegyzőkönyv                             |
| --- | ----------- | --- | ----------- | --------------------------------------- |
| |             | |             | Játékvezetők: Rick Looker Sami Partanen |
| \| J. Cirone 02:49 / A. Signoretti (SH1) 26:12 / P. Iannone 44:14 / J. Pittis (PP1) 56:58 \| Gólok \| 08:13 (PP1) B. Amar / 14:40 (PP2) Y. Treille / 24:44 J. Zwikel / 41:17 J. Desrosiers / 45:12 Y. Treille / 51:02 S. Bordeleau \| |             | |             |                                         |
| |             | |             |                                         |
| |             | |             |                                         |
| J. Cirone 02:49 / A. Signoretti (SH1) 26:12 / P. Iannone 44:14 / J. Pittis (PP1) 56:58 | Gólok       | 08:13 (PP1) B. Amar / 14:40 (PP2) Y. Treille / 24:44 J. Zwikel / 41:17 J. Desrosiers / 45:12 Y. Treille / 51:02 S. Bordeleau |             |                                         |

- Franciaország nyerte a párharcot 2–0-ra, Olaszország kiesett a divízió I-be.

2. párosítás
| 2008. május 9. 16:30 | Szlovénia | 1–5 (0–1, 1–4, 0–0) | Szlovákia | Metro Centre, Halifax Nézőszám: 8473 |

| Jegyzőkönyv | Jegyzőkönyv | Jegyzőkönyv                                                                                           | Jegyzőkönyv | Jegyzőkönyv                                   |
| --- | ----------- | --- | ----------- | --------------------------------------------- |
| |             | |             | Játékvezetők: Christer Larking Richard Schütz |
| \| M. Robar 33:20 \| Gólok \| 02:58 (PP2) R. Petrovický / 26:43 M. Hossa / 30:34 A. Podkonický / 35:56 A. Kollar / 36:32 I. Čiernik \| |             | |             |                                               |
| |             | |             |                                               |
| |             | |             |                                               |
| M. Robar 33:20 | Gólok       | 02:58 (PP2) R. Petrovický / 26:43 M. Hossa / 30:34 A. Podkonický / 35:56 A. Kollar / 36:32 I. Čiernik |             |                                               |

| 2008. május 10. 20:15 | Szlovákia | 4–3 (1–0, 2–2, 0–1) (h.u.: 0–0 ) (sz..: 2–1) | Szlovénia | Metro Centre, Halifax Nézőszám: 9156 |

| Jegyzőkönyv | Jegyzőkönyv | Jegyzőkönyv                                            | Jegyzőkönyv | Jegyzőkönyv                                 |
| --- | ----------- | ------------------------------------------------------ | ----------- | ------------------------------------------- |
| |             |                                                        |             | Játékvezetők: Milan Minář Marcus Vinnerborg |
| \| J. Kolník (PP1) 07:42 / R. Petrovický (PP1) 31:25 / Ľ. Višňovský 34:02 / Ľ. Višňovský (GWG) 65:00 \| Gólok \| 25:54 M. Manfreda / 38:39 D. Rodman / 55:05 A. Kopitar \| |             |                                                        |             |                                             |
| |             |                                                        |             |                                             |
| |             |                                                        |             |                                             |
| J. Kolník (PP1) 07:42 / R. Petrovický (PP1) 31:25 / Ľ. Višňovský 34:02 / Ľ. Višňovský (GWG) 65:00                                                                          | Gólok       | 25:54 M. Manfreda / 38:39 D. Rodman / 55:05 A. Kopitar |             |                                             |

- Szlovákia nyerte a párharcot 2–0-ra, Szlovénia kiesett a divízió I-be.

## Egyenes kieséses szakasz
|  |              |                  |              |             |   |             |             |            |               |               |               |       |       |
|  | Negyeddöntők | Negyeddöntők     | Negyeddöntők |             |   | Elődöntők   | Elődöntők   | Elődöntők  |               |               | Döntő         | Döntő | Döntő |
|  | Negyeddöntők | Negyeddöntők     | Negyeddöntők |             |   | Elődöntők   | Elődöntők   | Elődöntők  |               |               | Döntő         | Döntő | Döntő |
|  | május 14.    |                  |              |             |   |             |             |            |               |               |               |       |       |
|  |              |                  |              |             |   |             |             |            |               |               |               |       |       |
|  | E2           | Csehország       | 2            |             |   |             |             |            |               |               |               |       |       |
|  | E2           | Csehország       | 2            | május 16.   |   |             |             |            |               |               |               |       |       |
|  | E3           | Svédország       | 3            |             |   |             |             |            |               |               |               |       |       |
|  | E3           | Svédország       | 3            |             |   | Svédország  | Svédország  | 4          |               |               |               |       |       |
|  | május 14.    |                  |              |             |   | Svédország  | Svédország  | 4          |               |               |               |       |       |
|  |              |                  | Kanada       | Kanada      | 5 |             |             |            |               |               |               |       |       |
|  | F4           | Norvégia         | Kanada       | Kanada      | 5 | 2           |             |            |               |               |               |       |       |
|  | F4           | Norvégia         |              |             |   | 2           | május 18.   |            |               |               |               |       |       |
|  | F1           | Kanada           | 8            |             |   |             |             |            |               |               |               |       |       |
|  | F1           | Kanada           | 8            |             |   | Kanada      | Kanada      | 4          |               |               |               |       |       |
|  | május 14.    |                  |              |             |   | Kanada      | Kanada      | 4          |               |               |               |       |       |
|  |              |                  | Oroszország  | Oroszország | 5 |             |             |            |               |               |               |       |       |
|  | E1           | Oroszország      | Oroszország  | Oroszország | 5 | 6           |             |            |               |               |               |       |       |
|  | E1           | Oroszország      | május 16.    |             |   | 6           |             |            |               |               |               |       |       |
|  | E4           | Svájc            | 0            |             |   |             |             |            |               |               |               |       |       |
|  | E4           | Svájc            | 0            |             |   | Oroszország | Oroszország | 4          | Bronzmérkőzés | Bronzmérkőzés | Bronzmérkőzés |       |       |
|  | május 14.    |                  |              |             |   | Oroszország | Oroszország | 4          | Bronzmérkőzés | Bronzmérkőzés | Bronzmérkőzés |       |       |
|  |              |                  | Finnország   | Finnország  | 0 |             |             | május 17.  | május 17.     | május 17.     |               |       |       |
|  | F3           | Egyesült Államok | Finnország   | Finnország  | 0 | 2           |             | május 17.  | május 17.     | május 17.     |               |       |       |
|  | F3           | Egyesült Államok |              |             |   |             |             | Finnország | Finnország    | 4             |               |       |       |
|  | F2           | Finnország       | 3            |             |   |             |             | Finnország | Finnország    | 4             |               |       |       |
|  | F2           | Finnország       | 3            |             |   | Svédország  | Svédország  | 0          |               |               |               |       |       |
|  |              |                  |              |             |   | Svédország  | Svédország  | 0          |               |               |               |       |       |

### Negyeddöntők
| 2008. május 14. 13:00 | Csehország | 2–3 (h.u.) (0–0, 1–1, 1–1) (h.u.: 0–1) | Svédország | Colisée Pepsi, Québec Nézőszám: 9787 |

| Jegyzőkönyv | Jegyzőkönyv | Jegyzőkönyv                                                     | Jegyzőkönyv | Jegyzőkönyv                               |
| --- | ----------- | --------------------------------------------------------------- | ----------- | ----------------------------------------- |
| |             |                                                                 |             | Játékvezetők: Daniel Piechaczek Jyri Rönn |
| \| T. Rolinek 30:28 / R. Vrbata (PS) 52:19 \| Gólok \| 27:43 (PP1) P. Hörnqvist / 56:22 M. Nilson / 63:15 M. Weinhandl \| |             |                                                                 |             |                                           |
| |             |                                                                 |             |                                           |
| |             |                                                                 |             |                                           |
| T. Rolinek 30:28 / R. Vrbata (PS) 52:19                                                                                   | Gólok       | 27:43 (PP1) P. Hörnqvist / 56:22 M. Nilson / 63:15 M. Weinhandl |             |                                           |

| 2008. május 14. 16:30 | Norvégia | 2–8 (1–2, 1–3, 0–3) | Kanada | Metro Centre, Halifax Nézőszám: 9192 |

| Jegyzőkönyv | Jegyzőkönyv | Jegyzőkönyv | Jegyzőkönyv | Jegyzőkönyv                                         |
| --- | ----------- | --- | ----------- | --------------------------------------------------- |
| |             | |             | Játékvezetők: Vyacheslav Bulanov Alexander Poliakov |
| \| M. Ask (PP2) 07:51 / M. Olimb 25:32 \| Gólok \| 00:37 D. Heatley / 11:02 (PP2) R. Getzlaf / 29:57 (PP1) J. Toews / 34:08 (PP1) D. Roy / 36:50 D. Roy / 44:10 (PP1) R. Nash / 50:44 R. Nash / 51:40 D. Roy \| |             | |             |                                                     |
| |             | |             |                                                     |
| |             | |             |                                                     |
| M. Ask (PP2) 07:51 / M. Olimb 25:32 | Gólok       | 00:37 D. Heatley / 11:02 (PP2) R. Getzlaf / 29:57 (PP1) J. Toews / 34:08 (PP1) D. Roy / 36:50 D. Roy / 44:10 (PP1) R. Nash / 50:44 R. Nash / 51:40 D. Roy |             |                                                     |

| 2008. május 14. 19:15 | Oroszország | 6–0 (3–0, 3–0, 0–0) | Svájc | Colisée Pepsi, Québec Nézőszám: 12 096 |

| Jegyzőkönyv | Jegyzőkönyv | Jegyzőkönyv | Jegyzőkönyv | Jegyzőkönyv                             |
| --- | ----------- | ----------- | ----------- | --------------------------------------- |
| |             |             |             | Játékvezetők: Peter Ország Guy Pellerin |
| \| A. Semin 01:14 / M. Afinogenov 02:18 / D. Zaripov (PP1) 06:23 / Sz. Fjodorov 21:22 / M. Afinogenov 26:37 / A. Ovecskin 38:07 \| Gólok \| \| |             |             |             |                                         |
| |             |             |             |                                         |
| |             |             |             |                                         |
| A. Semin 01:14 / M. Afinogenov 02:18 / D. Zaripov (PP1) 06:23 / Sz. Fjodorov 21:22 / M. Afinogenov 26:37 / A. Ovecskin 38:07                   | Gólok       |             |             |                                         |

| 2008. május 14. 20:15 | Egyesült Államok | 2–3 (h.u.) (0–1, 0–1, 2–0) (h.u.: 0–1) | Finnország | Metro Centre, Halifax Nézőszám: 9176 |

| Jegyzőkönyv | Jegyzőkönyv | Jegyzőkönyv                                                | Jegyzőkönyv | Jegyzőkönyv                                      |
| --- | ----------- | ---------------------------------------------------------- | ----------- | ------------------------------------------------ |
| |             |                                                            |             | Játékvezetők: Christer Lärking Marcus Vinnerborg |
| \| P. Kessel 55:44 / D. Stafford (SH1) 56:21 \| Gólok \| 10:14 T. Ruutu / 25:45 (PP1) J. Niskala / 63:59 S. Lepistö \| |             |                                                            |             |                                                  |
| |             |                                                            |             |                                                  |
| |             |                                                            |             |                                                  |
| P. Kessel 55:44 / D. Stafford (SH1) 56:21                                                                              | Gólok       | 10:14 T. Ruutu / 25:45 (PP1) J. Niskala / 63:59 S. Lepistö |             |                                                  |

### Elődöntők
| 2008. május 16. 13:00 | Oroszország | 4–0 (1–0, 1–0, 2–0) | Finnország | Colisée Pepsi, Québec Nézőszám: 11 159 |

| Jegyzőkönyv                                                                                                 | Jegyzőkönyv | Jegyzőkönyv | Jegyzőkönyv | Jegyzőkönyv                              |
| --- | ----------- | ----------- | ----------- | ---------------------------------------- |
| |             |             |             | Játékvezetők: Danny Kurmann Brent Reiber |
| \| Sz. Fjodorov 13:41 / D. Zaripov 23:44 / A. Morozov (PP1) 52:15 / M. Sushinski (ENG) 57:56 \| Gólok \| \| |             |             |             |                                          |
| |             |             |             |                                          |
| |             |             |             |                                          |
| Sz. Fjodorov 13:41 / D. Zaripov 23:44 / A. Morozov (PP1) 52:15 / M. Sushinski (ENG) 57:56                   | Gólok       |             |             |                                          |

| 2008. május 16. 17:00 | Kanada | 5–4 (1–1, 4–2, 0–1) | Svédország | Colisée Pepsi, Québec Nézőszám: 13 026 |

| Jegyzőkönyv | Jegyzőkönyv | Jegyzőkönyv                                                                   | Jegyzőkönyv | Jegyzőkönyv                         |
| --- | ----------- | ----------------------------------------------------------------------------- | ----------- | ----------------------------------- |
| |             |                                                                               |             | Játékvezetők: Rick Looker Jyri Rönn |
| \| D. Heatley (PP1) 05:35 / R. Getzlaf (PP1) 23:58 / J. Mayers 28:31 / R. Nash 32:29 / M. Green (PP2) 39:53 \| Gólok \| 19:15 A. Strålman / 22:46 N. Wallin / 31:26 (PP1) A. Strålman / 54:21 F. Warg \| |             |                                                                               |             |                                     |
| |             |                                                                               |             |                                     |
| |             |                                                                               |             |                                     |
| D. Heatley (PP1) 05:35 / R. Getzlaf (PP1) 23:58 / J. Mayers 28:31 / R. Nash 32:29 / M. Green (PP2) 39:53                                                                                                 | Gólok       | 19:15 A. Strålman / 22:46 N. Wallin / 31:26 (PP1) A. Strålman / 54:21 F. Warg |             |                                     |

### Bronzmérkőzés
| 2008. május 17. 15:00 | Finnország | 4–0 (2–0, 0–0, 2–0) | Svédország | Colisée Pepsi, Québec Nézőszám: 12 009 |

| Jegyzőkönyv                                                                                              | Jegyzőkönyv | Jegyzőkönyv | Jegyzőkönyv | Jegyzőkönyv                                  |
| --- | ----------- | ----------- | ----------- | -------------------------------------------- |
| |             |             |             | Játékvezetők: Guy Pellerin Daniel Piechaczek |
| \| A. Pihlström 11:31 / J. Niskala 13:44 / A. Pihlström 42:18 / M. Koivu (SH1, ENG) 57:35 \| Gólok \| \| |             |             |             |                                              |
| |             |             |             |                                              |
| |             |             |             |                                              |
| A. Pihlström 11:31 / J. Niskala 13:44 / A. Pihlström 42:18 / M. Koivu (SH1, ENG) 57:35                   | Gólok       |             |             |                                              |

### Döntő
| 2008. május 18. 13:00 | Kanada | 4–5 (h.u.) (3–1, 1–1, 0–2) (h.u.: 0–1) | Oroszország | Colisée Pepsi, Québec Nézőszám: 13 339 |

| Jegyzőkönyv | Jegyzőkönyv | Jegyzőkönyv                                                                                                   | Jegyzőkönyv | Jegyzőkönyv                                      |
| --- | ----------- | --- | ----------- | ------------------------------------------------ |
| |             | |             | Játékvezetők: Christer Lärking Marcus Vinnerborg |
| \| B. Burns 03:54 / C. Kunitz 09:17 / B. Burns (PP2) 14:51 / D. Heatley 29:56 \| Gólok \| 01:23 A. Semin / 21:14 (PP1) A. Semin / 48:55 A. Tyerescsenko / 54:46 I. Kovalcsuk / 62:42 (PP1) I. Kovalcsuk \| |             | |             |                                                  |
| |             | |             |                                                  |
| |             | |             |                                                  |
| B. Burns 03:54 / C. Kunitz 09:17 / B. Burns (PP2) 14:51 / D. Heatley 29:56 | Gólok       | 01:23 A. Semin / 21:14 (PP1) A. Semin / 48:55 A. Tyerescsenko / 54:46 I. Kovalcsuk / 62:42 (PP1) I. Kovalcsuk |             |                                                  |

| A 2008-as IIHF jégkorong-világbajnokság győztese |
| ------------------------------------------------ |
| · Oroszország · 24. cím                          |

## Végeredmény
| Hely | Csapat           |
| ---- | ---------------- |
|      | Oroszország      |
|      | Kanada           |
|      | Finnország       |
| 4.   | Svédország       |
| 5.   | Csehország       |
| 6.   | Egyesült Államok |
| 7.   | Svájc            |
| 8.   | Norvégia         |
| 9.   | Fehéroroszország |
| 10.  | Németország      |
| 11.  | Lettország       |
| 12.  | Dánia            |
| 13.  | Szlovákia        |
| 14.  | Franciaország    |
| 15.  | Szlovénia        |
| 16.  | Olaszország      |